# استایتی
استایتی (به ایتالیایی: Staiti) یک کومونه در ایتالیا است که در استان رجو کالابریا واقع شده‌است.

## خصوصیات
استایتی ۱۵٫۹ کیلومترمربع مساحت و ۳۳۵ نفر جمعیت دارد.